# Nastasia Ionescu
Nastasia Ionescu (* 5. März 1954 in Maliuc, Volksrepublik Rumänien als Nastasia Nichitov) ist eine ehemalige rumänische Kanutin.

## Karriere
Nastasia Ionescu nahm zweimal an Olympischen Spielen teil. Bei ihrem Olympiadebüt 1976 in Montreal trat sie unter ihrem Geburtsnamen Nastasia Nichitov im Zweier-Kajak mit Agafia Constantin an, damals noch als Agafia Orlov startend. Als Zweite ihres Vorlaufs zogen sie ins Halbfinale ein, in dem sie erneut den zweiten Platz belegten. Im Endlauf verpassten sie dann jedoch als Vierte knapp einen Medaillengewinn. Ihre Rennzeit von 1:53,77 Minuten war 1,96 Sekunden langsamer als die der drittplatzierten Bärbel Köster und Carola Zirzow aus der DDR.
Bei den Olympischen Spielen 1984 in Los Angeles gehörte Ionescu zum rumänischen Aufgebot im Vierer-Kajak über die 500 Meter. Da nur sieben Mannschaften vertreten waren, gab es keine Vorrunden. Die Rumäninnen überquerten nach 1:38,34 Minuten als Erste die Ziellinie, womit sie mit 0,53 Sekunden Vorsprung vor den zweitplatzierten Schwedinnen und 1,06 Sekunden Vorsprung vor den Kanadierinnen auf Platz drei Olympiasiegerinnen wurden. Neben Ionescu sicherten sich Maria Ștefan, Agafia Constantin und Tecla Marinescu die Goldmedaille. Im Zweier-Kajak war Agafia Constantin zum zweiten Mal Ionescus Partnerin, doch wie schon 1976 blieb ihnen als Viertplatzierte im Finale eine Podiumsplatzierung verwehrt. Sie kamen nach 1:47,56 Minuten und damit 0,24 Sekunden später als die drittplatzierten Josefa Idem und Barbara Schüttpelz aus Deutschland ins Ziel.
Ionescu gelangen bei Weltmeisterschaften zahlreiche Medaillengewinne. Mit dem Vierer-Kajak gewann sie 1978 in Belgrad, 1979 in Duisburg und 1983 in Tampere jeweils die Bronzemedaille über 500 Meter. Auch im Zweier-Kajak gelang ihr über 500 Meter dieser Erfolg, als sie 1978 in Belgrad und 1979 in Duisburg Dritte wurde. Darüber hinaus wurde sie 1977 in Sofia im Zweier-Kajak Vizeweltmeisterin.